# 耶律狗儿
耶律狗兒（?—?），字屠魯昆，漢名耶律宗伟。為遼朝皇子，遼聖宗的第五子。仆隗氏所生，耶律吳哥同母弟。
開泰七年（1018年）五月，皇子耶律宗真封梁王，耶律宗元永清軍節度使，耶律宗簡右衛大將軍，耶律宗愿左驍衛ㄟˋ大將軍，耶律宗偉（耶兒狗儿）右衛大將軍。耶律狗兒於太平元年（1021年），拜為南府宰相，後得暴疾而亡。